# مينيفي (كاليفورنيا)
مينيفي (بالإنجليزية: Menifee )‏ هي إحدى مدن مقاطعة ريفيرسيدي، كاليفورنيا. تم إعطاءها لقب مدينة في 1 أكتوبر، 2008.